# Hållsjön (Karlskoga socken, Värmland)
Hållsjön är en sjö i Karlskoga kommun i Värmland och ingår i Göta älvs huvudavrinningsområde. Sjön är 19 meter djup, har en yta på 0,382 kvadratkilometer och är belägen 157 meter över havet. Sjön avvattnas av vattendraget Trösälven. Vid provfiske har abborre, gers, gädda och mört fångats i sjön.

## Delavrinningsområde
Hållsjön ingår i det delavrinningsområde (659720-142665) som SMHI kallar för Utloppet av Hållsjön. Medelhöjden är 228 meter över havet och ytan är 33,26 kvadratkilometer. Det finns inga avrinningsområden uppströms utan avrinningsområdet är högsta punkten. Trösälven som avvattnar avrinningsområdet har biflödesordning 4, vilket innebär att vattnet flödar genom totalt 4 vattendrag innan det når havet efter 309 kilometer. Avrinningsområdet består mestadels av skog (85 procent). Avrinningsområdet har 1,38 kvadratkilometer vattenytor vilket ger det en sjöprocent på 4,2 procent.